# Campionati europei di atletica leggera 2022 - 1500 metri piani maschili
La specialità degli 1500 metri piani uomini dei campionati europei di atletica leggera 2022 si è svolta il 15 e il 18 agosto all'Olympiastadion di Monaco di Baviera, in Germania.

## Podio
| Pos.    | Atleta             | Nazionalità   | Tempo   | Note                  |
| ------- | ------------------ | ------------- | ------- | --------------------- |
| Oro     | Jakob Ingebrigtsen | Norvegia      | 3'32"76 | Record dei campionati |
| Argento | Jake Heyward       | Gran Bretagna | 3'34"44 |                       |
| Bronzo  | Mario García       | Spagna        | 3'34"88 |                       |

## Situazione pre-gara

### Record
Prima di questa competizione, il record del mondo (RM), il record europeo (EU) e il record dei campionati (RC) erano i seguenti.
| Record                | Prestazione | Atleta                      | Data                              | Competizione |
| --------------------- | ----------- | --------------------------- | --------------------------------- | ------------ |
| Record mondiale       | 3'26"00     | Hicham El Guerrouj Marocco  | 14 luglio 1998 Roma, Italia       |              |
| Record europeo        | 3'28"32     | Jakob Ingebrigtsen Norvegia | 7 agosto 2021 Tokyo, Giappone     |              |
| Record dei campionati | 3'35"27     | Fermín Cacho Spagna         | 9 agosto 1994 Helsinki, Finlandia | Europei 1994 |

### Campione in carica
Il campione europeo in carica era:
| Campione | Atleta                      | Prestazione | Data                             | Competizione | Note |
| -------- | --------------------------- | ----------- | -------------------------------- | ------------ | ---- |
| Europeo  | Jakob Ingebrigtsen Norvegia | 3'38"10     | 10 agosto 2018 Berlino, Germania | Europei 2018 |      |

### La stagione
Prima di questa gara, gli atleti europei con le migliori tre prestazioni dell'anno erano:
| Pos. | Atleta                      | Prestazione | Data                                         |
| ---- | --------------------------- | ----------- | -------------------------------------------- |
| 1    | Jake Wightman Gran Bretagna | 3'29"23     | 19 luglio 2022 Eugene, Stati Uniti d'America |
| 2    | Jakob Ingebrigtsen Norvegia | 3'29"47     | 19 luglio 2022 Eugene, Stati Uniti d'America |
| 3    | Mohamed Katir Spagna        | 3'29"90     | 19 luglio 2022 Eugene, Stati Uniti d'America |

## Risultati

### Batterie
Le batterie si sono corse a partire dalle 20:15 del 15 agosto. Le prime 4 di ogni batteria (Q) e i 4 tempi migliori tra gli esclusi (q) si qualificano alla finale.

#### Batteria 1
| Posizione | Corsia | Atleta             | Nazionalità   | Tempo   | Note     |
| --------- | ------ | ------------------ | ------------- | ------- | -------- |
| 1         | 14     | Jakob Ingebrigtsen | Norvegia      | 3'38"48 | Q        |
| 2         | 5      | Ismael Debjani     | Belgio        | 3'38"96 | Q        |
| 3         | 11     | Ignacio Fontes     | Spagna        | 3'39"00 | Q        |
| 4         | 3      | Gonzalo García     | Spagna        | 3'39"20 | Q        |
| 5         | 10     | Jake Heyward       | Gran Bretagna | 3'39"30 | q        |
| 6         | 7      | Baptiste Mischler  | Francia       | 3'39"58 |          |
| 7         | 2      | Charles Grethen    | Lussemburgo   | 3'40"33 |          |
| 8         | 6      | Samuel Pihlström   | Svezia        | 3'40"70 |          |
| 9         | 12     | Luke McCann        | Irlanda       | 3'40"98 |          |
| 10        | 13     | Jan Friš           | Rep. Ceca     | 3'40"99 |          |
| 11        | 9      | Tarik Moukrime     | Belgio        | 3'41"46 |          |
| 12        | 1      | Isaac Nader        | Portogallo    | 3'44"59 |          |
| 13        | 4      | Mohamed Mohumed    | Germania      | 3'45"53 |          |
| -         | 8      | Ossama Meslek      | Italia        | dq      | TR17.2.2 |

#### Batteria 2
| Posizione | Corsia | Atleta               | Nazionalità   | Tempo   | Note                                     |
| --------- | ------ | -------------------- | ------------- | ------- | ---------------------------------------- |
| 1         | 11     | Michał Rozmys        | Polonia       | 3'37"36 | Q                                        |
| 2         | 1      | Pietro Arese         | Italia        | 3'37"95 | Q                                        |
| 3         | 13     | Mario García         | Spagna        | 3'38"04 | Q                                        |
| 4         | 2      | Neil Gourley         | Gran Bretagna | 3'38"07 | Q                                        |
| 5         | 10     | Matthew Stonier      | Gran Bretagna | 3'38"37 | q                                        |
| 6         | 6      | Azeddine Habz        | Francia       | 3'38"47 | q                                        |
| 7         | 14     | Andrew Coscoran      | Irlanda       | 3'38"74 | q                                        |
| 8         | 9      | Christoph Kessler    | Germania      | 3'39"32 |                                          |
| 9         | 4      | Simas Bertašius      | Lituania      | 3'40"19 | Miglior prestazione personale stagionale |
| 10        | 8      | Ferdinand Kvan Edman | Norvegia      | 3'41"30 |                                          |
| 11        | 7      | Yervand Mkrtchyan    | Armenia       | 3'43"42 |                                          |
| 12        | 5      | István Szögi         | Ungheria      | 3'44"20 |                                          |
| 13        | 12     | Ruben Verheyden      | Belgio        | 3'44"76 |                                          |
| -         | 3      | Filip Sasínek        | Rep. Ceca     | dnf     |                                          |

### Finale
La finale si è disputata alle 21:22 del 18 agosto.
| Posizione | Corsia | Atleta             | Nazionalità   | Tempo   | Note                          |
| --------- | ------ | ------------------ | ------------- | ------- | ----------------------------- |
| Oro       | 9      | Jakob Ingebrigtsen | Norvegia      | 3'32"76 | Record dei campionati         |
| Argento   | 4      | Jake Heyward       | Gran Bretagna | 3'34"44 |                               |
| Bronzo    | 1      | Mario García       | Spagna        | 3'34"88 |                               |
| 4         | 2      | Pietro Arese       | Italia        | 3'35"00 | Miglior prestazione personale |
| 5         | 11     | Matthew Stonier    | Gran Bretagna | 3'35"97 |                               |
| 6         | 8      | Gonzalo García     | Spagna        | 3'37"40 |                               |
| 7         | 6      | Michał Rozmys      | Polonia       | 3'37"63 |                               |
| 8         | 7      | Neil Gourley       | Gran Bretagna | 3'38"40 |                               |
| 9         | 3      | Andrew Coscoran    | Irlanda       | 3'39"91 |                               |
| 10        | 10     | Azeddine Habz      | Francia       | 3'40"92 |                               |
| 11        | 5      | Ignacio Fontes     | Spagna        | 3'42"30 |                               |
| 12        | 12     | Ismael Debjani     | Belgio        | 3'43"28 |                               |